# Vilamanda
Vilamanda (en francès Villeveyrac) és un municipi occità del Llenguadoc, situat al departament de l'Erau i a la regió d'Occitània.